# Pip
pip е система за управление на пакети, официалната според Python Software Foundation за инсталиране на Python приложения и библиотеки при разработка.

## Описание
Програмата разполага единствено с текстов интерфейс. Появява се за първи път през 2008 г. под името pyinstall.
По подразбиране използва склада PyPI, но потребителят има възможността да избира и други.